# Austin Jackson
Austin Jarrell Jackson, ameriški bejzbolist, * 1. februar 1987, Denton, Teksas, ZDA.
Jackson je poklicni igralec zunanjega polja in trenutno član ekipe Chicago White Sox. 
Z ekipo Detroit Tigers je prvič nastopil leta 2010, ob koncu svoje prve sezone pa je v glasovanju za Novinca leta Ameriške lige končal na 2. mestu. 

## Ljubiteljska kariera
Leta 1999 ga je revija Baseball America označila za najboljšega 12-letnega bejzbolista v državi, tri leta kasneje pa za najboljšega 15-letnika. 
V svojem rodnem kraju je obiskoval srednjo šolo Billy Ryan High School.
Jackson se je ukvarjal tudi s košarko - Athlon Sports ga je ocenila kot 10. najboljšega srednješolskega organizatorja igre v ZDA, po tem ko je v 3. letniku srednje šole dosegal po 22,5 točke, 5 skokov in 3 asistence na tekmo. Na igrišču za bejzbol je odbijal s povprečjem 0,423, odbil pet domačih tekov in domov poslal 34 tekov. Baseball America ga je tokrat ocenila kot 14. najbolj obetavnega srednješolskega kandidata za nabor lige MLB. 

## Poklicna pot

### Nižje podružnice
Navkljub temu, da se je zavezal k igranju košarke in bejzbola na univerzi Georgia Tech, ga je ekipa New York Yankees izbrala v 8. krogu (skupno 259. izbiro) nabora lige MLB leta 2005. Z namenom, da ga prepričajo, da se odloči za poklicno igranje, so mu ob podpisu pogodbe ponudili 800,000 ameriških dolarjev, kar je rekorden tovrsten bonus za igralca, izbranega v 8. krogu.
V letih 2005−2009 je Jackson počasi napredoval čez nižje podružnice kluba. Po uvodnem naprezanju se je kmalu razvil v enega najobetavnejših mladincev kluba.  V sezoni 2009 je bil po mnenju ocenjevalcev revije Baseball America najbolj obetaven igralec moštva iz Bronxa.
Po koncu sezone 2009 je bil Jackson za zaščito pred naborom Rule 5 dodan na seznam 40-ih mož ekipe.

### Detroit Tigers
9. decembra 2009 je bil v menjavi, ki je vključevala tri klube, poslan k ekipi Detroit Tigers, v New York pa je v zameno odšel Curtis Granderson.
V sezono 2010 je Jackson (po mnenju Baseball Americe) vstopil kot 3. najbolj obetaven igralec kluba iz Detroita.
V ligi MLB je prvič nastopil 5. aprila 2010 na tekmi proti ekipi Kansas City Royals. V petih odbijalskih nastopih je zabeležil en udarec v polje. Svoj prvi domači tek je odbil 20 dni kasneje, dovolil pa mu ga je Colby Lewis, metalec kluba Texas Rangers. V prvem mesecu sezone je Jackson vodil ligo MLB v udarcih v polje (36) in si prislužil naziv Novinec meseca Ameriške lige.
2. junija 2010 je na tekmi proti ekipi Cleveland Indians v 9. menjavi skorajda brezhibne tekme Armanda Galarrage Jackson ujel odbito žogo za izločitev odbijalca. Brezhibni tekmi je kasneje konec napravila zgrešena razsodba sodnika Jima Joycea. 
Po mnenju revije Baseball America si je za svoje predstave v svoji novinski sezoni leta 2010 zaslužil mesto v njihovi postavi najboljših novincev lige tega leta.  Enako priznanje mu je podelila tudi družba Topps, ki vsako leto izdaja albume s karticami bejzbolistov. 
15. novembra 2010 so bili razglašeni uradni rezultati glasovanja za Novinca leta Ameriške lige tega leta. Jackson je končal na drugem mestu, prehitel ga je le zaključevalec moštva Texas Rangers, Neftali Feliz.
Za svojo igro med tednom od 29. avgusta do 4. septembra 2011 je Austin Jackson prejel nagrado Igralca tedna Ameriške lige. Za dosego svoje prve tovrstne nagrade se je izkazal z odbijalskem povprečjem 0,529, tremi udarci v polje za dve in tremi za tri baze, dvema domačima tekoma, petimi teki, poslanimi domov in trinajstimi lastnimi teki. Njegova ekipa je v tem tednu zbrala pet zmag in dva poraza ter tako povečala svoje vodstvo v Osrednji diviziji Ameriške lige. Po koncu te sezone je prejel nagrado Fielding Bible Award za najboljšega obrambnega igralca sredine zunanjega polja v ligi MLB po mnenju poklicnih sabermetrikov.
5. aprila 2012 je ob Dnevu odprtja Jackson prevzel vlogo začetnega odbijalca in igralca sredine zunanjega polja moštva iz Detroita. Istega dne je v petih odbijalskih nastopih zabeležil tri udarce v polje, domov poslal en tek ter zabeležil še lasten tek. S polnimi bazami je v spodnjem delu 9. menjave z udarcem v polje za eno bazo poslal domov zmagoviti tek in svoji ekipi tako omogočil končno zmago nad moštvom Boston Red Sox s 3:2.